# Aranymellű csillagosgalamb
Az aranymellű csillagosgalamb (Gallicolumba rufigula) a madarak osztályának galambalakúak (Columbiformes) rendjéhez és a galambfélék (Columbidae) családjához tartozó  faj.

## Előfordulása
Indonéziában és Pápua Új-Guineában honos.

## Alfajai
- Gallicolumba rufigula alaris
- Gallicolumba rufigula helviventris
- Gallicolumba rufigula orientalis
- Gallicolumba rufigula rufigula
- Gallicolumba rufigula septentrionalis

## További információk

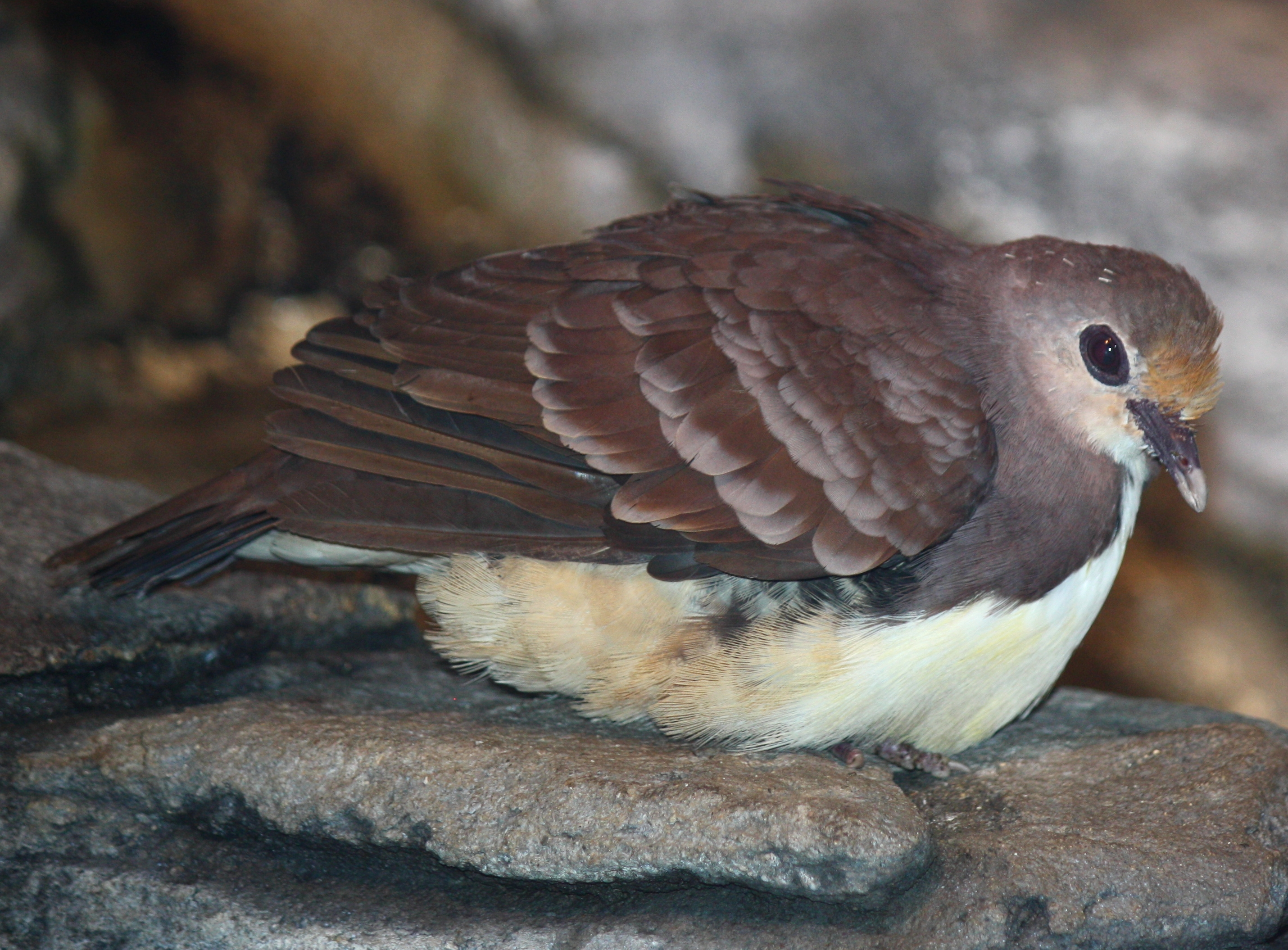